# Esteatopigia

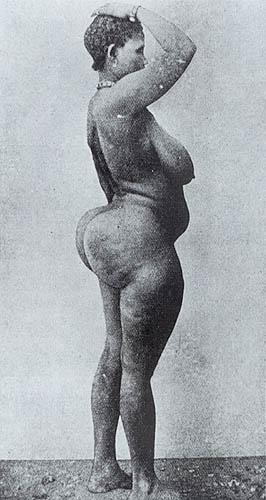
Mujer esteatopígica de la tribu khoikhoi (hotentotes).

La esteatopigia (del griego στέαρ, stear, steatos ‘grasa’, y πυγή pygē ‘nalga’) es la condición por la cual se acumulan grandes cantidades de grasa en las nalgas, más frecuente en mujeres que en hombres. Tradicionalmente, ha sido asociada a la fertilidad, tal y como se observa en la Venus de Willendorf y otras Venus esteatopígicas.
Existe una predisposición genética a la esteatopigia en ciertas tribus africanas como los bosquimanos y los hotentotes, entre los cuales se considera como un valor estético atrayente. Se cree que este fenómeno se da como adaptación para evitar pérdidas de calor del resto del cuerpo.